# NGC 1120
NGC 1120 est une vaste galaxie lenticulaire relativement éloignée et située dans la constellation de l'Éridan. NGC 1120 a été découverte par l'astronome américain Francis Leavenworth en 1886. Cette galaxie a aussi été observée par l'astronome français Stéphane Javelle le 7 décembre 1891 et elle a été ajoutée à l'Index Catalogue sous la désignation IC 261.

## Caractéristiques
Sa vitesse par rapport au fond diffus cosmologique est de 8 321 ± 31 km/s, ce qui correspond à une distance de Hubble de 122,7 ± 8,6 Mpc (∼400 millions d'al).
À ce jour, une mesure non basée sur le décalage vers le rouge (redshift) donne une distance d'environ 131,000 Mpc (∼427 millions d'al). Cette valeur est à l'intérieur des valeurs de la distance de Hubble.

## Supernova
La supernova SN 2010he a été découverte dans NGC 1120 le  31 mai 2010 à Yamagata au Japon par l'astronome japonais Koichi Itagaki. Cette supernova était de type Ia.